# 杨谷 (互联网界)
杨谷（1972年10月—），現任光明网总裁、总编辑。

## 简历
出生于云南红河州石屏县，男。毕业于北京航空航天大学计算机科学与工程系。北京大学政府管理学院、国家行政学院公共管理硕士。曾任光明日报信息化周刊副主编、主编，光明网总经理。2014年11月，任光明网总裁、总编辑。

## 新闻报道
对Intel Pentium III序列号安全漏洞问题作系列报道，最终促使Intel在全球产品中取消了这个危害信息安全的“后门”。

对Microsoft Windows 98操作系统安全漏洞问题作系列报道，最终促使Microsoft向中国政府公开操作系统源代码。
《光明日报》、《人民日报海外版》、《中国记者》、《新闻出版报》、《中国经营报》、《新闻记者》、《中华新闻报》等多家新闻媒体对其事迹进行了报道。其事迹被编入《公民道德建设知识简本》。

## 社会职务
- 2018年，当选中国网络社会组织联合会副会长。[2]
- 北京师范大学兼职教授，[3] 中国政法大学兼职教授。[4]
- 中国科协科学技术普及专门委员会委员[5]。
- 北京市新闻出版广电行业领军人才。[6]
- 北京市高级人民法院专家咨询委员会（新闻舆论工作）委员。

## 著作
- 《网络文化建设与管理概论》，2008年。
- 《核心价值观百场讲坛》，2017年。